# Коломна (конькобежный центр)
Коломенский центр конькобежного спорта — спортивный комплекс для организации соревнований и тренировок по конькобежному спорту, расположенный в городе Коломне. Построен в 2006 году в результате реконструкции Культурно-спортивного комплекса, основанного Борисом Ивановичем Шавыриным. Общая площадь составляет более 70 тысяч квадратных метров. В состав комплекса входит здание центральной спортивной арены с ледовым покрытием и трибуны, рассчитанные на 6150 зрителей. На базе искусственной дорожки работают спортивная детско-юношеская школа олимпийского резерва и спортивная школа «Комета». Стоимость строительства — 150 миллионов евро.

## Проект
Проект комплекса был разработан московским проектным институтом «Курортпроект» в 2001—2005 годах. Архитекторы: А. Годер, А. Томский, В. Дерябин. Конструкторы: Нодар Канчели, М. Митюков, А. Шахворостов, А. Тимофеевич, Е. Владимиров. Основная особенность проекта — большепролётное покрытие отрицательной Гауссовой кривизны (в форме седла) из стальной мембраны с размерами 200×110 м. На международном фестивале «Зодчество 2004» проект стал бронзовым призером.

## Состав комплекса
Спортивно-тренировочный комплекс, медико-восстановительный центр, бассейн с саунами и джакузи, игровой и тренажёрный залы, зал аэробики, конференц-зал на 470 мест, зимний сад, кафе, открытый стадион, административные помещения, археологическая экспозиция, музей истории конькобежного спорта и музей коньков.

## Спортивные соревнования
- Декабрь 2006 — 44-й чемпионат России по конькобежному спорту.
- Декабрь 2007 — 3-й этап кубка Мира по конькобежному спорту.
- Декабрь 2007 — 45-й чемпионат России по конькобежному спорту.
- Январь 2008 — чемпионат Европы по конькобежному спорту.
- Декабрь 2008 — 46-й чемпионат России по конькобежному спорту.
- Январь 2009 — 6-й этап кубка Мира по конькобежному спорту.
- Февраль 2016 — чемпионат мира по конькобежному спорту.
- Январь 2018 — чемпионат Европы по конькобежному спорту

## Рекорды ледовой дорожки

### Мужчины
| Дистанция       | Спортсмен                                                     | Время    | Дата                 |
| 500 метров      | Дмитрий Лобков                                                | 34,35    | 12 января 2007 года  |
| 1000 метров     | Павел Кулижников                                              | 1.08,33  | 13 февраля 2016 года |
| 1500 метров     | Денис Юсков                                                   | 1.44,13  | 12 февраля 2016 года |
| 3000 метров     | Иван Скобрев                                                  | 3.43,73  | 11 октября 2013 года |
| 5000 метров     | Свен Крамер                                                   | 6.10,31  | 13 февраля 2016 года |
| 10000 метров    | Свен Крамер                                                   | 12.56,77 | 11 февраля 2016 года |
| Командная гонка | Нидерланды · Ян Блокхёйсен · Струтинга, Арьян · Дауве де Врис | 3.40,04  | 12 февраля 2016 года |

### Женщины
| Дистанция       | Спортсмен                                                    | Время   | Дата                 |
| 500 метров      | Ангелина Голикова                                            | 37,36   | 24 декабря 2020 года |
| 1000 метров     | Дарья Качанова                                               | 1.14,70 | 1 ноября 2019 года   |
| 1500 метров     | Йорин тер Морс                                               | 1.53,92 | 14 февраля 2016 года |
| 3000 метров     | Мартина Сабликова                                            | 4.01,67 | 13 января 2008 года  |
| 5000 метров     | Мартина Сабликова                                            | 6.51,09 | 13 февраля 2016 года |
| Командная гонка | Нидерланды · Антуанетта де Йонг · Ирен Вюст · Маррит Ленстра | 2.58,12 | 13 февраля 2016 года |

### Рекорды России
12 января 2007 Дмитрий Лобков установил на льду рекорд России на дистанции 500 м — 34,35 с.

## Отзывы спортсменов о ледовой дорожке
Местный каток мне очень понравился. Я люблю, когда виражи достаточно крутые, а прямые быстрые — как здесь. Лед тоже достаточно быстрый, о чем говорят и достаточно хорошие результаты во вчерашних забегах. Каток новенький, а устанавливать рекорды – всегда приятно. Мне еще очень понравилось само здание Дворца спорта, и конечно, люди – открытые, приветливые.Анни Фризингер на этапе Кубка мира
Хочу поблагодарить местных зрителей, которые очень меня поддерживали, и моего тренера Петра Новака. Думаю, лед в Коломне даже быстрее, чем в Москве, поэтому перенос этапа ничуть меня не расстроил.Мартина Сабликова на этапе Кубка мира
Кстати, каток просто фантастический – очень понравился и лед, и трибуны, полные зрителей. Эта арена наверняка лучше, чем Крылатское, и вообще, на мой взгляд, входит в число лучших в мире.Эрбен Веннемарс на этапе Кубка мира
И, повторю, комплекс в Коломне – самого высокого класса. У нас в Голландии много катков, но нет ни одного, сопоставимого с Коломной.Свен Крамер